# Демчук Михайло
Демчук Михайло (1881 — 1941) — український громадський діяч і педагог, член Української Національної Ради ЗУНР в Станиславові, в 1919—1922 рр. організатор українського шкільництва на Закарпатті, згодом учитель гімназії в Перемишлі.